# 33329 Stefanwan
33329 Stefanwan è un asteroide della fascia principale. Scoperto nel 1998, presenta un'orbita caratterizzata da un semiasse maggiore pari a 2,2952841 UA e da un'eccentricità di 0,1102887, inclinata di 5,26671° rispetto all'eclittica.